# Оппегор
Оппегор (норв. Oppegård) — коммуна в губернии Акерсхус в Норвегии. Административный центр коммуны — город Кульботн. Официальный язык коммуны — букмол. Население коммуны на 2008 год составляло 24 201 чел. Площадь коммуны Оппегор — 37,03 км², код-идентификатор — 0217.

## История населения коммуны
Население коммуны за последние 60 лет.

Статистика коммуны Оппегор